# Герб Сусуманского района
Герб муниципального образования Сусуманский район Магаданской области Российской Федерации — официальный символ муниципального образования.
Герб утверждён Решением № 384 Собрания представителей Сусуманского района 25 сентября 2008 года.
Герб внесён в Государственный геральдический регистр Российской Федерации под регистрационным номером 4523.

## Описание герба
«В червлёном поле узкий лазоревый опрокинутый вилообразный крест, тонко окаймлённый серебром, поверх всего два золотых кайла (кирки) накрест; крест внутри сопровождён отвлечённым остриём, рассечённым золотом и чернью». 
Герб муниципального образования «Сусуманский район», в соответствии с «Методическими рекомендациями по разработке и использованию официальных символов муниципальных образований», утверждёнными Геральдическим советом при Президенте Российской Федерации 28 июня 2006 года (гл. VIII, п. 45), может воспроизводиться со статусной короной установленного образца.

## Описание символики
Река Колыма образуется из двух рек: левая вершина — Аян-Юрях, правая — Кулу. С начала 1930-х годов под названием «Колыма» стала пониматься не только река, но и обширная область Крайнего Северо-Востока. Дорога, связывающая горняцкие поселки с центром получила название «Колымская трасса», а люди, живущие здесь, носят гордое имя «Колымчане».
Символика вилообразного креста многозначна:
— место слияния рек Кулу и Аян-Юрях в реку Колыму;
— реку Бёрёлёх, на которой стоит административный центр района — Сусуман, и другие реки района;
— шоссейные дороги (серебро), соединяющие поселки Сусуманского района между собой и с центром.
На территории Сусуманского района расположены два самых крупных золотодобывающих предприятия: ПАО «Сусуманзолото» и ГДК «Берелех», на долю которых приходится значительная часть добычи золота в области. Две скрещенные кирки на гербе района символизируют две ветви горнодобывающей отрасли и одновременно два самых крупных горнодобывающих предприятия района.
В 1936 году геологом Б. М. Вронским в бассейне реки Эмтегей было открыто крупнейшее на Колыме месторождение каменного угля — Аркагалинское. Много лет «чёрное золото» Аркагалы обеспечивает теплом предприятия и поселки не только района, но и центральной Колымы. Золото-чёрная пирамида — символ золото- и угле — добычи. Пирамида — символ мудрости, вечности, доблести и покоя.
Примененные в гербе цвета символизируют:
Красный (червлёный) — символ мужества, жизнеутверждающей силы и красоты, праздника, труда.
Золото (жёлтый цвет) — символ высшей ценности, величия, великодушия, богатства, урожая.
Серебро (белый цвет) — символ чистоты, ясности, открытости, божественной мудрости, примирения.
Лазурь (синий цвет) — символ возвышенных устремлений, искренности, преданности, возрождения.
Чёрный цвет символизирует благоразумие, мудрость, скромность, честность.

## История герба

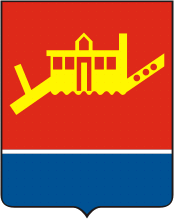
Герб Сусуманского района (2002 год)

Первый вариант герба Сусуманского района был утверждён Решением № 27 Собрания Представителей Сусуманского района 22 февраля 2002 года.
Герб имел следующий вид: «В червлёном поле на лазуревой оконечности золотая машина, добывающая золото». Герб символизировал основную отрасль, развитую в районе — золотодобычу.
Герб Сусуманского района был создан по композиции эмблемы Сусумана, утверждённой Решением № 72 исполнительного комитета Сусуманского районного совета депутатов трудящихся от 1 марта 1974 года.
31 января 2007 года был объявлен конкурс на разработку символики муниципального образования «Сусуманский район».
25 сентября 2008 года был утверждён ныне действующий герб Сусуманского района.
Авторы герба: идея герба — Константин Мочёнов (Химки), Николай Смирнов (Сусуман);
художник и компьютерный дизайн — Оксана Фефелова (Балашиха); обоснование символики — Вячеслав Мишин (Химки).